# جان ميريك ميرسي

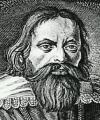
جان ميريك ميرسي

جان ميريك ميرسي (13 يونيو 1595-10 أبريل 1667)، كان طبيباً وعالماً بوهيمياً. الفوهة المعروفة باسم ميرسي في القمر سميت تبعاً لاسمه.

## سيرة ذاتية
ولد في لاشكرون (في تشيك حاليًا)، بين بوهيميا ومورافيا، وقضى معظم عمره كبروفيسور في جامعة تشارلز في براغ، وخدم كعميد للكلية الطبية لمدة ثمان سنين ومرة كرئيس للكلية عام 1662م، أيضاً كان طبيباً شخصياً لفرديناند الثالث وليوبولد الأول. يعرف عنه أنه كان يدًا لإعطاء مخطوطة فوينيتش إلى أثانيسيوس كيرتشر عالم المصريات الشهير.

## كتبه
- Idearum operaticum idea (1636)
- De proportione motus seu regula sphygmica (1639)
- Thaumantias. Liber de arcu coelesti deque collorum apparentium natura ortu et causis (1648)
- Dissertatio de natura iridis (1650)
- De longitudine seu differentia inter duos meridianos (1650)
- Labyrinthus, in quo via ad circuli quadraturam pluribus modis exhibetur (1654)
- Philosophia vetus restituta (1662)
- Othosophia seu philosophia impulsus universalis (1683)